# Saint-Saviol
Saint-Saviol ist eine ehemalige französische Gemeinde mit 534 Einwohnern (Stand: 1. Januar 2022) im Département Vienne in der Region Nouvelle-Aquitaine (vor 2016 Poitou-Charentes). Sie gehörte zum Arrondissement Montmorillon. Die Einwohner werden Saint-Saviolais und Saint-Saviolaises genannt.
Der Erlass des Präfekten vom 27. Oktober 2023 legte mit Wirkung zum 1. Januar 2024 die Eingliederung von Saint-Saviol als Commune déléguée zusammen mit der früheren Gemeinde Saint-Macoux zur neuen Commune nouvelle Val-de-Comporté fest.

## Geografie
Saint-Saviol liegt am südlichen Rand des Départements an der Grenze zum benachbarten Département Deux-Sèvres, etwa 49 Kilometer südsüdwestlich von Poitiers und etwa 58 Kilometer südwestlich von Montmorillon. Die Charente durchquert das östliche Ortsgebiet von Nord nach Süd.
Umgeben wird Saint-Saviol von den Nachbargemeinden und der Commune déléguée:
| Linazay                  |                                             | Saint-Pierre-d’Exideuil |
| Limalonges (Deux-Sèvres) | Kompassrose, die auf Nachbargemeinden zeigt |                         |
|                          | Saint-Macoux (Commune déléguée)             | Saint-Gaudent           |

## Bevölkerungsentwicklung
| Saint-Saviol: Einwohnerzahlen von 1793 bis 2021                                                                            | Saint-Saviol: Einwohnerzahlen von 1793 bis 2021 | Saint-Saviol: Einwohnerzahlen von 1793 bis 2021 | Saint-Saviol: Einwohnerzahlen von 1793 bis 2021 | Saint-Saviol: Einwohnerzahlen von 1793 bis 2021 |
| --- | ----------------------------------------------- | ----------------------------------------------- | ----------------------------------------------- | ----------------------------------------------- |
| Jahr |                                                 |                                                 |                                                 | Einwohner                                       |
| 1793 | 1793                                            |                                                 | 889                                             | 889                                             |
| 1800 | 1800                                            |                                                 | 428                                             | 428                                             |
| 1806 | 1806                                            |                                                 | 462                                             | 462                                             |
| 1821 | 1821                                            |                                                 | 479                                             | 479                                             |
| 1831 | 1831                                            |                                                 | 496                                             | 496                                             |
| 1836 | 1836                                            |                                                 | 589                                             | 589                                             |
| 1841 | 1841                                            |                                                 | 624                                             | 624                                             |
| 1846 | 1846                                            |                                                 | 633                                             | 633                                             |
| 1851 | 1851                                            |                                                 | 633                                             | 633                                             |
| 1856 | 1856                                            |                                                 | 624                                             | 624                                             |
| 1861 | 1861                                            |                                                 | 581                                             | 581                                             |
| 1866 | 1866                                            |                                                 | 573                                             | 573                                             |
| 1872 | 1872                                            |                                                 | 551                                             | 551                                             |
| 1876 | 1876                                            |                                                 | 541                                             | 541                                             |
| 1881 | 1881                                            |                                                 | 604                                             | 604                                             |
| 1886 | 1886                                            |                                                 | 568                                             | 568                                             |
| 1891 | 1891                                            |                                                 | 609                                             | 609                                             |
| 1896 | 1896                                            |                                                 | 567                                             | 567                                             |
| 1901 | 1901                                            |                                                 | 591                                             | 591                                             |
| 1906 | 1906                                            |                                                 | 597                                             | 597                                             |
| 1911 | 1911                                            |                                                 | 581                                             | 581                                             |
| 1921 | 1921                                            |                                                 | 549                                             | 549                                             |
| 1926 | 1926                                            |                                                 | 560                                             | 560                                             |
| 1931 | 1931                                            |                                                 | 510                                             | 510                                             |
| 1936 | 1936                                            |                                                 | 536                                             | 536                                             |
| 1946 | 1946                                            |                                                 | 464                                             | 464                                             |
| 1954 | 1954                                            |                                                 | 474                                             | 474                                             |
| 1962 | 1962                                            |                                                 | 499                                             | 499                                             |
| 1968 | 1968                                            |                                                 | 526                                             | 526                                             |
| 1975 | 1975                                            |                                                 | 540                                             | 540                                             |
| 1982 | 1982                                            |                                                 | 585                                             | 585                                             |
| 1990 | 1990                                            |                                                 | 526                                             | 526                                             |
| 1999 | 1999                                            |                                                 | 467                                             | 467                                             |
| 2006 | 2006                                            |                                                 | 455                                             | 455                                             |
| 2013 | 2013                                            |                                                 | 515                                             | 515                                             |
| 2021 | 2021                                            |                                                 | 536                                             | 536                                             |
| Quelle(n): EHESS/Cassini bis 1999, INSEE ab 2006 Anmerkung(en): Ab 1962 offizielle Zahlen ohne Einwohner mit Zweitwohnsitz |                                                 |                                                 |                                                 |                                                 |

## Sehenswürdigkeiten
- Kirche Saint-Saviol aus dem 13./14. Jahrhundert
- Mittelalterliche Brücke
- Schloss Fayolle aus dem 15. Jahrhundert
- Schloss La Feuilleterre aus dem 19. Jahrhundert